# بيرت واتسون
بيرت واتسون (13 مارس 1898 في أستراليا - 18 نوفمبر 1987) (بالإنجليزية: Bertie Watson)‏ هو لاعب كريكت أسترالي.

## وصلات خارجية
- بيرت واتسون على موقع إي آس بي آن كريك إنفو (الإنجليزية)